# Serge Dehaes
Serge Dehaes, né le 16 juillet 1964 à Bruxelles (province de Brabant), est un illustrateur, dessinateur et coloriste de bande dessinée belge.

## Biographie
Serge Dehaes naît le 16 juillet 1964 à Bruxelles.
Graphiste de formation, il enseigne la communication visuelle à l'Académie royale des beaux-arts de Bruxelles, travaille comme art director en agence, puis s’installe comme illustrateur publicitaire et dessinateur de presse, notamment pour La Libre Belgique. À partir de 1998, il publie plusieurs livres jeunesse, dont On ira à Mopti aux Éditions Labor et Mon petit oiseau aux éditions La Joie de lire, avant de se consacrer à la bande dessinée.
Parallèlement, il développe un travail artistique, notamment sur l’iconographie du jazz, et expose très régulièrement. Depuis 1990, il est également le coloriste attitré de Philippe Geluck.
Il illustre également des rubriques signées par Yves Frémion ou Bruno Léandri dans Fluide glacial depuis 2008.  
En 2010, il réalise Frères siamois en collaboration avec Bernard Hellebaut dont le volume Coup double, un recueil d'aphorismes, est publié aux Éditions Paquet. Il publie également ses dessins dans Kramix, un magazine édité par Le Lombard.
En 2023, à l’initiative du Lions Clubs Bruxelles Millénaire, des dessinateurs de bande dessinée dont Serge Dehaes ont décoré des tentes en carton dans le cadre de l'opération Une tente, une vie et pour laquelle une vente caritative est organisée par Drouot.

## Œuvre
- La Vie des Coucous, Éditions Lamiroy, coll. « Sous-bock », Bruxelles, 7 avril 2025
Scénario et dessin : Serge Dehaes - Couleurs : noir et blanc -  (ISBN 978-2-87595-987-4)

### Artbooks
- Art & Sketch, Éditions du Singe, 2014
Scénario : Aucun - Dessin et couleurs : Serge Dehaes[8]
- Art & Sex, Éditions du Singe, 2015
Scénario : Aucun - Dessin et couleurs : Serge Dehaes[8]
- Dessine-moi un lapin, Auto-édition, 2017
Scénario, dessin et couleurs : Serge Dehaes[8]
- Blue Note, Auto-édition, 2018
Scénario, dessin et couleurs : Serge Dehaes[8]
- Corpus, Auto-édition, 2018
Scénario, dessin et couleurs : Serge Dehaes[8]
- Jazz, Auto-édition, 2019
Scénario, dessin et couleurs : Serge Dehaes[8]
- Sens dessus-dessous, Auto-édition, 2019
Scénario, dessin et couleurs : Serge Dehaes[8]
- Birdland, Auto-édition, 2021
Scénario, dessin et couleurs : Serge Dehaes[8]

### Bande dessinée
Le Fils du Chat
- 1. Le Portrait de Papa, Casterman, 1998
Scénario et dessin : Philippe Geluck - Couleurs : Serge Dehaes -  (ISBN 2-203-12531-4)
- 2. Le Soleil, Casterman, 1998
Scénario et dessin : Philippe Geluck - Couleurs : Serge Dehaes -  (ISBN 2-203-12532-2)
- 3. Rikiki, Casterman, 1998
Scénario et dessin : Philippe Geluck - Couleurs : Serge Dehaes -  (ISBN 2-203-12533-0)
- 4. Monsieur Casterman, Casterman, 1999
Scénario et dessin : Philippe Geluck - Couleurs : Serge Dehaes -  (ISBN 2-203-12534-9)
- 5. Mon Papa Noël, Casterman, 1999
Scénario et dessin : Philippe Geluck - Couleurs : Serge Dehaes -  (ISBN 2-203-12535-7)
- 6. Les Vacances, Casterman, 2000
Scénario et dessin : Philippe Geluck - Couleurs : Serge Dehaes -  (ISBN 2-203-12536-5)
- 7. La Surprise du Chef, Casterman, 2000
Scénario et dessin : Philippe Geluck - Couleurs : Serge Dehaes -  (ISBN 2-203-12537-3)
- 8. Papa, J'ai Peur, Casterman, 2001
Scénario et dessin : Philippe Geluck - Couleurs : Serge Dehaes -  (ISBN 2-203-12538-1)
- 9. 24 Décembre, Casterman, 2001
Scénario et dessin : Philippe Geluck - Couleurs : Serge Dehaes -  (ISBN 2-203-12539-X)

#### Frères siamois
- 1. Coup double[5],[10], Éditions Paquet, 2010
Scénario : Bernard Hellebaut - Dessin et couleurs : Serge Dehaes -  (ISBN 978-2-88890-917-0)

#### Mademoiselle F
- 1. Mademoiselle F[11],[12], Le Lombard, 2012
Scénario, dessin et couleurs : Serge Dehaes -  (ISBN 978-2-8036-3133-9)
- 2. Mademoiselle F, Les Éditions Poivre & Sel, 2014
Scénario, dessin et couleurs : Serge Dehaes -  (ISBN 978-2-87547-029-4)
- 3. La Femme parfaite, Éditions d'A Côté, 2016
Scénario, dessin et couleurs : Serge Dehaes -  (ISBN 978-2-9701045-3-7)
- Int. La Femme parfaite Intégrale[13],[14], Éditions du Tiroir, Braine-l'Alleud, février 2021
Scénario, dessin et couleurs : Serge Dehaes -  (ISBN 9782931027158),Format comics.

#### Manager mode d'emploi
- 1. Manager mode d'emploi[15],[16], Audie, Paris, 2007
Scénario, dessin et couleurs : Serge Dehaes -  (ISBN 978-2-85815-019-9)
- 2. Ce travail m'a stresser, Audie, Paris, 2008
Scénario, dessin et couleurs : Serge Dehaes -  (ISBN 978-2-85815-871-3)
- 3. Manager mode d'emploi, Auto-édition, 2019
Scénario, dessin et couleurs : Serge Dehaes

### Collectifs
- Noir, Les inéditables, 2014
Scénario : collectif - Dessin : collectif dont Serge Dehaes - Couleurs : noir et blanc -  (ISBN 978-2-9600865-7-7)

### Livres

#### Essais
- Élisa Brune et Serge Dehaes, Labo Sexo, bonnes nouvelles du plaisir féminin, Éditions Odile Jacob (ISBN 9782738133564)

- Valérie d’Alkemade et Serge Dehaes, La Haute, Éditions Racine

#### Livres pédagogiques
- Jacques Brotchi et Serge Dehaes, Dis, c'est quoi l'euthanasie ?, La Renaissance du Livre, 2020 (ISBN 9782507056667)

- Pascale Gustin et Serge Dehaes, Jeu t'aime, Éditions Yakapa SPF W+BXL

- Serge Dehaes, Alain Strument / Osez la musique! / Dansons, maintenant! / L’enfant et le théâtre / Enfants en difficulté, Éditions Labor

#### Livres jeunesse
- Serge Dehaes, Mon petit oiseau, Genève, La Joie de lire, 2002 (ISBN 9782882582102)

- Serge Dehaes, On ira à Mopti, Bruxelles, Éditions Labor, 1997 (ISBN 9782804011666)
- Les Plus Beaux Bisous du Monde[17], Le Cerneux-Péquignot, Chez Yvette, 2024  (ISBN 978-2-9701710-8-9)

#### Livres scolaires
- Serge Dehaes, J’apprends à compter / J’apprends à lire et à écrire / Vaincre la géométrie / Vaincre les fractions / Vaincre le vocabulaire / Vaincre la conjugaison / Vaincre les nombres / Vaincre le système métrique / Vaincre l’orthographe / Vaincre l’indifférence / Lectures pour toi / Écrire pour les autres / Constructions mathématiques, Bruxelles, Éditions Labor

#### Romans
- Patrick Weber et Serge Dehaes, Le Chat a vomi, Paris, Éditions Belfond, mars 2004 (ISBN 9782714439901)

- Ardent Duchesne et Serge Dehaes, Les Jeux naissent tendres / L'Ancre rouge / Une aube violette, Éditions Yves Wauthier

- Ardent Duchesne et Serge Dehaes, Ombres & Lumières, Éditions Les lettres boréales

### Expositions

#### Expositions personnelles
- Juin 2019 : Cimaises du Rayon Vert - Exposition de dessins de Jazz - Festival « Jette Jazz June » (Jette)
- Juillet 2019 : Galerie de l'A2[2] - Exposition de dessins de Jazz (Huy)
- Juillet 2019 : Cimaises d’Arômes & Volup’Thées - Exposition de dessins de Jazz - Festival « ça Jazz à Huy » (Huy)
- Septembre 2019 : Cimaises de la librairie Ramd’Âme[2] - Exposition de dessins de Jazz (Namur)
- Décembre 2019 : Librairie Peinture Fraîche[2] - Exposition de dessins érotiques (Ixelles)
- 2020 : Cimaise de Jazz9[2] - Exposition personnelle Jazz (Mazy)
- 2023 : Connexion Galerie, Namur[18].

#### Expositions collectives
- Décembre 2014 : La maison de l’image / Seed Factory Fortuna (Auderghem)
- Septembre 2015 : La maison de l’image / Seed Factory Pen is art (Auderghem)
- Septembre 2017 : La maison de l’image / Seed Factory Boob's Art (Auderghem)
- Octobre 2017 : La maison de l’image / Seed Factory Ever Meulen (Auderghem)
- Mai 2018 : La maison de l’image / Seed Factory Foot (Auderghem)
- Octobre 2018 : Galerie Magasin en papier[2] - Salon du Dessin (Mons)
- Année 2019 : Les Mains d'Anvers - Exposition itinérante (La Havane (Cuba), Lisbonne (Portugal), Namur (Belgique), Maputo (Mozambique), Valenciennes (France), Madrid (Espagne) et d'autres villes encore...)
- Janvier 2019 : Galerie Arts Factory[2] / Lolmède - Exposition de dessins sur cartons de bière (Paris)
- Juillet 2019 : Galerie Huberty Breyne - Exposition Chorale Jazz[19] avec Louis Joos, Jacques de Loustal et Christophe Chabouté (Ixelles)
- Juillet/août 2019 : Pavillon du cartoonfestival de Knokke-Heist 2019 - Exposition des meilleurs dessins parus dans la presse en 2018 (Heist)
- Octobre 2019 : La maison de l’image / Seed Factory - Exposition Philippe Geluck and friends (Auderghem)
- Novembre 2019 : Parcours d’artistes de Neder-Over-Heembeek - Exposition de dessins urbains - Ferme Nos Pilifs
- Août 2020 : Galerie de l'A2[2] - Exposition de dessins urbains (Huy).
- Coups d'œil, Espace d'Art Le Neuf, Marilles du 15 mars au 14 avril 2024[20],[21].

#### Livres
: document utilisé comme source pour la rédaction de cet article.
- Philippe Mellot, Michel Denni, Laurent Turpin et Isabelle Morzadec, Trésors de la bande dessinée : BDM 2025-2026 - Catalogue encyclopédique et Argus, Paris, Les Arènes, novembre 2024, 24e éd., 1839 p., ill. ; 23 cm (ISBN 979-10-37512-61-1, OCLC 1478218824, présentation en ligne), p. 577, 869, 884. .

### Interviews
- Serge Dehaes (interviewé par Pascal Paillardet), « Interview petit format : Serge Dehaes tacle les dirigeants d'entreprise », BoDoï, no 119,‎ juin 2008.
- Serge Dehaes (interviewé par Shesivan alias Patrick Verlinden), « Serge Dehaes : Mademoiselle F c'est moi ! », Génération BD,‎ 10 mars 2014 (lire en ligne, consulté le 7 mai 2023).